# Jelena Vukčić Hrvatinić
Jelena Vukčić Hrvatinić fue una noble bosnia del siglo XV. Era la hija del ban de Croacia Vuk Vukčić Hrvatinić.
Después de la muerte de su marido Vuk Hranić, vivió en el monasterio de Santa María en Split desde 1425. Escribió su testamento en el monasterio el 18 de marzo de 1437. Dejó 87 ducados para la celebración de la misa (todos los días durante dos años), y dejó el resto del dinero al monasterio de San Pedro en Split. Su confesor fue Don Petar del mismo monasterio.